# Adoretus costopilosus
Adoretus costopilosus är en skalbaggsart som beskrevs av Ohaus 1914. Adoretus costopilosus ingår i släktet Adoretus och familjen Rutelidae. Inga underarter finns listade i Catalogue of Life.